# Алмирос (река, впадает в бухту Ираклион)
Алмиро́с (Альмирос; греч. Αλμυρός — солёный) — река в Греции на севере Крита. Впадает в бухту Ираклион Критского моря. Устье расположено в 7 километрах к западу от центральной части Ираклиона. Пересекается с национальной дорогой EO90, частью европейского маршрута E75 и пляжем Амудара (Αμμουδάρα). В устье находится деревня Скафидарас (Σκαφιδαράς). В 2 километрах к юго-западу от устья река перегорожена бетонной плотиной. Близ устья канал направляет воду на электростанцию Государственной энергетической корпорации (ΔΕΗ).
400 метров восточнее находится устье реки Газанос (Γάζανος), к западу находится пляж Линоперамата (Λινοπεράματα).
На реке множество сезонных болот, камышей, влажных лугов и песчаных дюн. На западе находится скалистый утёс Кери (Κέρη) и ущелье Алмирос (Φαράγγι Αλμυρού) с местами гнездования хищных птиц.

## Орнитофауна
В период миграции район реки привлекает водоплавающих и болотных птиц. Из гнездящихся птиц выделяются малый зуёк, камышница, широкохвостая камышовка, веерохвостая цистикола, средиземноморская славка, красноголовый сорокопут, бледная пересмешка. Наблюдается поблизости белоголовый сип, сапсан, обыкновенная сипуха, сплюшка, галка, синий каменный дрозд. Зимой соседние морские просторы и пляж используют как место гнездования зимородковые, ржанкообразные, цаплевые, баклановые, чайковые и крачковые. В частности наблюдаются чирок-свистунок, свиязь, водяной пастушок, полевой лунь, редко малый баклан и египетская цапля. Всего было зарегистрировано более 200 видов птиц, преимущественно перелётные птицы, такие как: обыкновенная кваква, малая белая и жёлтая цапля, большая и малая выпь, чирок-трескунок, клуша, черноголовая и озёрная чайка, пестроносая крачка, белокрылая болотная и белощёкая болотная крачка, кулик-воробей, краснозобик, турухтан, фифи, гаршнеп, ходулочник, травник, морской зуёк, чеглок Элеоноры, кобчик, ястреб-перепелятник, болотный лунь, болотная сова, канареечный вьюрок, жёлтая трясогузка, лесной конёк, малый жаворонок, обыкновенный ремез, тростниковая овсянка.

## Прочая фауна

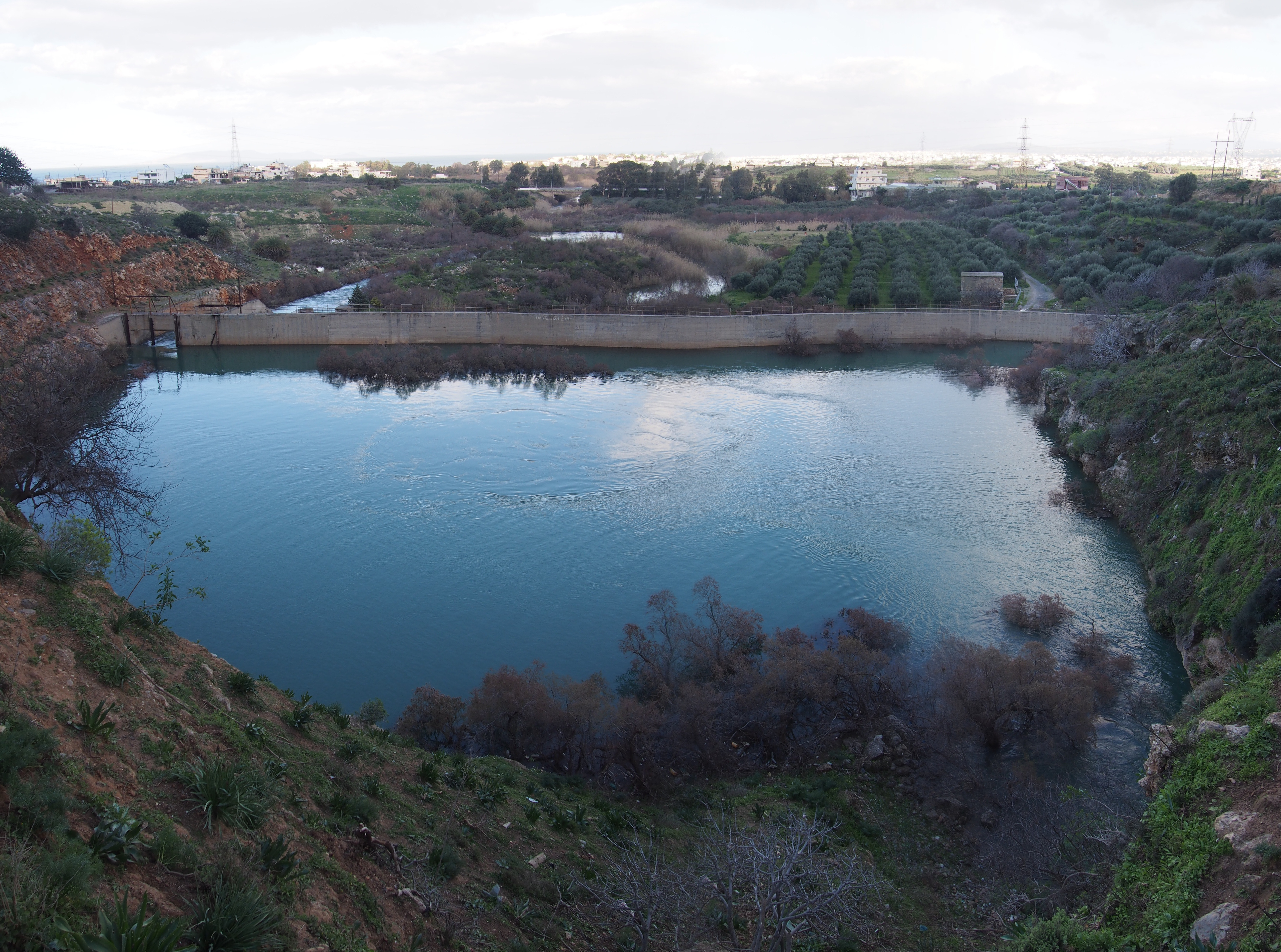
Плотина на реке Алмирос

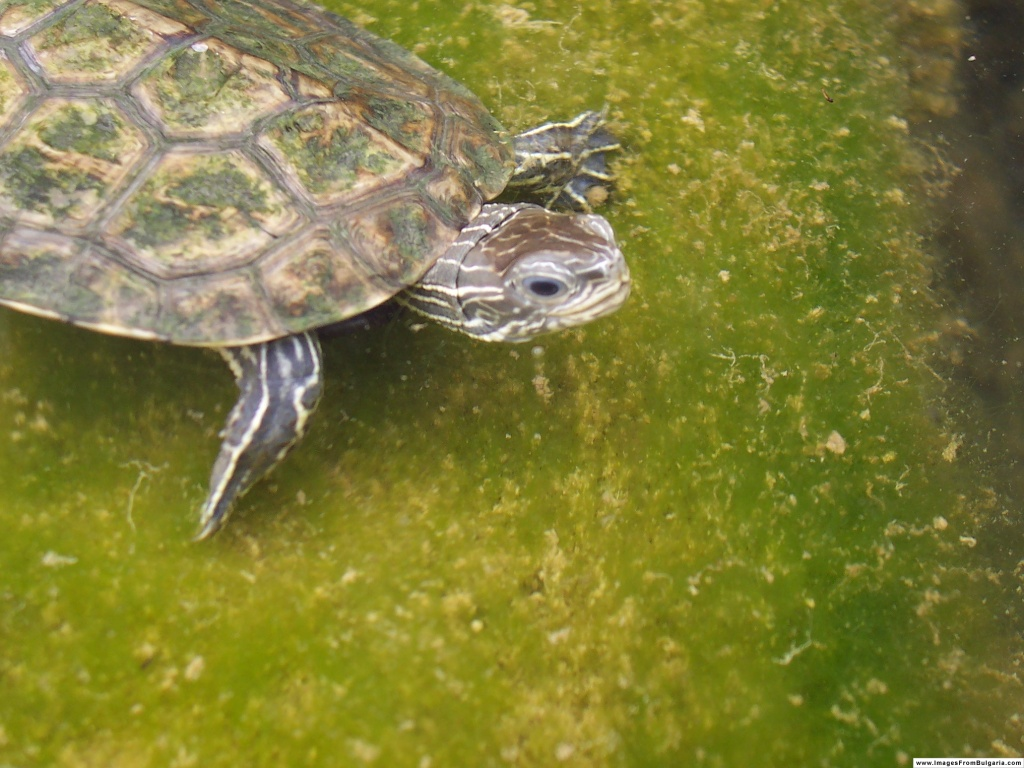
Водная черепа вида

Здесь обитает одна из крупнейших популяций водных черепах вида Mauremys rivulata. В большом количестве виды пресмыкающихся: зелёная жаба, зелёная лягушка вида Pelophylax cretensis и обыкновенная квакша. Также наблюдаются: турецкий полупалый геккон, трёхлинейчатая ящерица, глазчатый халцид, балканский и леопардовый полоз, водяной уж, кошачья змея.
Встречаются: барсук, ласка, каменная куница, восточноевропейский ёж, малая белозубка, карликовая многозубка, заяц-русак, критская иглистая мышь, европейская мышь и домовая мышь, чёрная крыса.
Здесь обитает множество видов летучих мышей.

## Растительность
У плотины и выше по склонам растёт финик Теофраста. Встречаются эндемики Крита: лук Allium burgeaui, василёк Centaurea idaea, цикламен Cyclamen creticum, гвоздика Dianthus fruticosus, ферульник Ferulago thyrsifoli, петромарула перистая (Petromarula pinnata), зопник Phlomis lanata, шлемник Scutellaria sieberi, Staehelina petiolata. Встречаются эндемики Южных Эгейских островов: Alyssoides cretica, птицемлечник Ornithogalum creticum, очиток Sedum creticum, валериана Valeriana asarifolia.
На песчаных дюнах на побережье произрастают: аммофила Ammophila arenaria, пырейник Elymus farctus и Otanthus maritimus.
На болотах произрастают меч-трава обыкновенная и осока Дэвелла.